# دهستان ایوانکی
دهستان ایوان کی یکی از دهستان‌های بخش ایوانکی شهرستان گرمسار در استان سمنان ایران است. بر اساس سرشماری سال ۱۳۸۵، جمعیت این دهستان ۲٬۷۹۱ نفر (۷۹۵ خانوار) بوده است.
دهستان ایوانکی در بخش ایوانکی قرار دارد. مرکز این دهستان، روستای  جنت‌آباد  است و دیگر روستاهای مسکونی آن از این قرارند:
- چنداب (گندا)
- چشمه نادی
- شورقاضی
- کرک
- حسین‌آباد کرو
- احمدآباد (گل تپ)
- بهشت‌آباد
- سنگاب
- کروس بالا
- بهورد

دیگر مناطق مسکونی این دهستان از این قرارند (آمار سال ۱۳۸۵): 
- شهرک صنعتی علی‌آباد (۵۰۹ نفر)
- شهرک صنعتی ایوانکی (۳۲۸ نفر)
- شهرک صنعتی جنت‌آباد (۵۶ نفر)
- شرکت نیکان نمک	(۳۰ نفر)
- مزرعه حسین چال (۲۱ نفر)